# William Welles Hoyt
William Welles Hoyt (7. května 1875 Glastonbury, Connecticut – 1. prosince 1954 Cambridge, New York) byl americký atlet, účastník prvních novodobých olympijských her roku 1896 v Athénách, olympijský vítěz ve skoku o tyči. Studoval na Harvardu, byl členem klubu Boston Athletic Association.

## Olympijské hry 1896
V soutěži ve skoku o tyči soutěžilo původně pět závodníků, na startu chyběl americký světový rekordman Walter Rodenbaugh a pětinásobný britský atletický šampion Richard Dickinson. Počáteční výška byla 2,40 m, na které začínali všichni tři domácí závodníci - Evangelos Damaskos, Ioannis Theodoropoulos a Vasilios Xydas. Byli však záhy vyřazeni (Xydas na výšce 2,50 m, Damaskos a Theodoropoulos na 2,60 m) a tak se rozhodovalo mezi Hoytem a Albertem Tylerem z Princetonské univerzity, kteří začínali až na výšce 2,80 m. Tyler skákal všechny výšky do 3,25 m na první pokus, zatímco Hoyt měl do této výšky dvě opravy. Ale když byla laťka zvednuta na 3,30 m, zdolal ji úspěšně jenom Hoyt a získal tak zlatou medaili. Toto vítězství bylo jediným významnějším úspěchem v jeho kariéře i doma, neboť po hrách byl dvakrát druhý na závodech IC4A v letech 1895 a 1897 a dělil se o první místo při Raymond Clapp v Yale v roce 1898. Na hrách se účastnil ještě závodu v běhu na 100 metrů a ačkoli se kvalifikoval druhým místem v druhém rozběhu do finálového závodu, raději se soustředil na skok o tyči a do finále běhu nenastoupil.
Po promoci na Harvardu v roce 1897 studoval lékařství, promoval v roce 1901. Zpočátku působil jako praktický lékař v Chicagu, později jako lékař při První Illinoiské polní nemocnici sloužil během 1. světové války ve Francii v roce 1918. Po válce zkusil pokračovat ve své chicagské praxi, ale brzy se vrátil do Francie jako chirurg s diplomatickou službou USA a mnoho let sloužil v zámoří. Nakonec se usadil v malém městě Berlin (stát New York), kde působil jako praktický lékař.

## Rozpory v pramenech
Ve statistických materiálech existují rozpory ve výkonech jednotlivých skokanů. Uvádíme zde údaje z anglické verze Wikipedie, ale jiné prameny uvádějí dosaženou výšku u Řeků 285 cm a u druhého Alberta Tylera 325 cm, jen u vítězného Billa Hoyta se shodují s 330 cm.